# Municipio de Santa María Zacatepec
El municipio de Santa María Zacatepec es uno de los 570 municipios del estado mexicano de Oaxaca. Su cabecera es la localidad de Santa María Zacatepec.

## Geografía
El municipio de Santa María Zacatepec colinda al norte con los municipios de Mesones Hidalgo y Putla Villa de Guerrero; al este con el municipio de San Andrés Cabecera Nueva; al sur con los municipios de La Reforma, Santa María Ipalapa, San Pedro Amuzgos y San Juan Cacahuatepec; y al oeste con el Estado de Guerrero.

## Localidades
El municipio de Santa María Zacatepec cuenta con 34 localidades.
| Localidad               | Población (2020) |
| ----------------------- | ---------------- |
| Santa María Zacatepec   | 5961             |
| San Juan Cabeza del Río | 1510             |
| San Vicente Piñas       | 1115             |

## Gobierno
| Presidente municipal     | Periodo   | Partido | Partido                              |
| ------------------------ | --------- | ------- | ------------------------------------ |
| Domingo López            | 1973-1975 |         | Partido Revolucionario Institucional |
| Domingo Nicolás Santiago | 1976      |         | Partido Revolucionario Institucional |
| Nicolás Martínez         | 1977-1978 |         | Partido Revolucionario Institucional |
| José Aguilar Bautista    | 1979-1981 |         | Partido Revolucionario Institucional |
| Juan Cruz Cruz           | 1982-1984 |         | Partido Revolucionario Institucional |
| Pedro Rafael Cruz        | 1985-1986 |         | Partido Revolucionario Institucional |
| Pascual Nicolás Santiago | 1987-1989 |         | Partido Revolucionario Institucional |
| Lorenzo Luis López       | 1990-1992 |         | Partido Revolucionario Institucional |
| Lorenzo Luis López       | 1993-1995 |         | Partido Revolucionario Institucional |
| Olegario Santiago Soto   | 1996-1998 |         | Partido de la Revolución Democrática |
| Manuel Salvador Aguilar  | 1999-2001 |         | Partido de la Revolución Democrática |
| Domingo Cruz Salvador    | 2002-2004 |         | Partido de la Revolución Democrática |
| Olegario Santiago Soto   | 2005-2007 |         | Partido de la Revolución Democrática |
| Lorenzo Cruz Salvador    | 2008-2010 |         | Partido de la Revolución Democrática |
| Antonio Soto Cruz        | 2011-2013 |         | Partido de la Revolución Democrática |
| Guillermo Herrera Gaspar | 2014-2016 |         | Partido Revolucionario Institucional |
| Denis Guzmán Peláez      | 2017-2018 |         | Partido Revolucionario Institucional |
| Rosa López Lucas         | 2019-2021 |         | Movimiento Regeneración Nacional     |
| Denis Guzmán Peláez      | 2022-2024 |         | Partido Revolucionario Institucional |